# Ludmiła Petkowa
Ludmiła Kostowa Petkowa (bułg. Людмила Костова Петкова; ur. 28 września 1967 w Sofii) – bułgarska ekonomistka i urzędniczka państwowa, w latach 2024–2025 wicepremier i minister finansów.

## Życiorys
Ukończyła ekonomię i zarządzanie w handlu na Uniwersytecie Gospodarki Narodowej i Światowej. Pracowała w administracji skarbowej, od 2000 zajmowała stanowiska kierownicze. W 2010 powierzono jej kierownictwo dyrekcji do spraw polityki podatkowej w ministerstwie finansów. W latach 2013–2014 i w 2021 pełniła funkcję wiceministra finansów. Ponownie powołana na to stanowisko w 2022, zajmowała je do 2023. W kwietniu 2024 objęła urzędy wicepremiera oraz ministra finansów w technicznym rządzie Dimityra Gławczewa. Pozostała na tych stanowiskach również w utworzonym w sierpniu 2024 drugim gabinecie dotychczasowego premiera, kończąc urzędowanie w styczniu 2025.